# Dziewięciornik błotny
Dziewięciornik błotny (Parnassia palustris L.) – gatunek rośliny wieloletniej należący do rodziny dławiszowatych. Występuje w Europie, Ameryce Północnej, Azji i Afryce Północnej. W Polsce był rozpowszechniony na całym obszarze, zarówno na niżu, jak i w górach.

## Morfologia

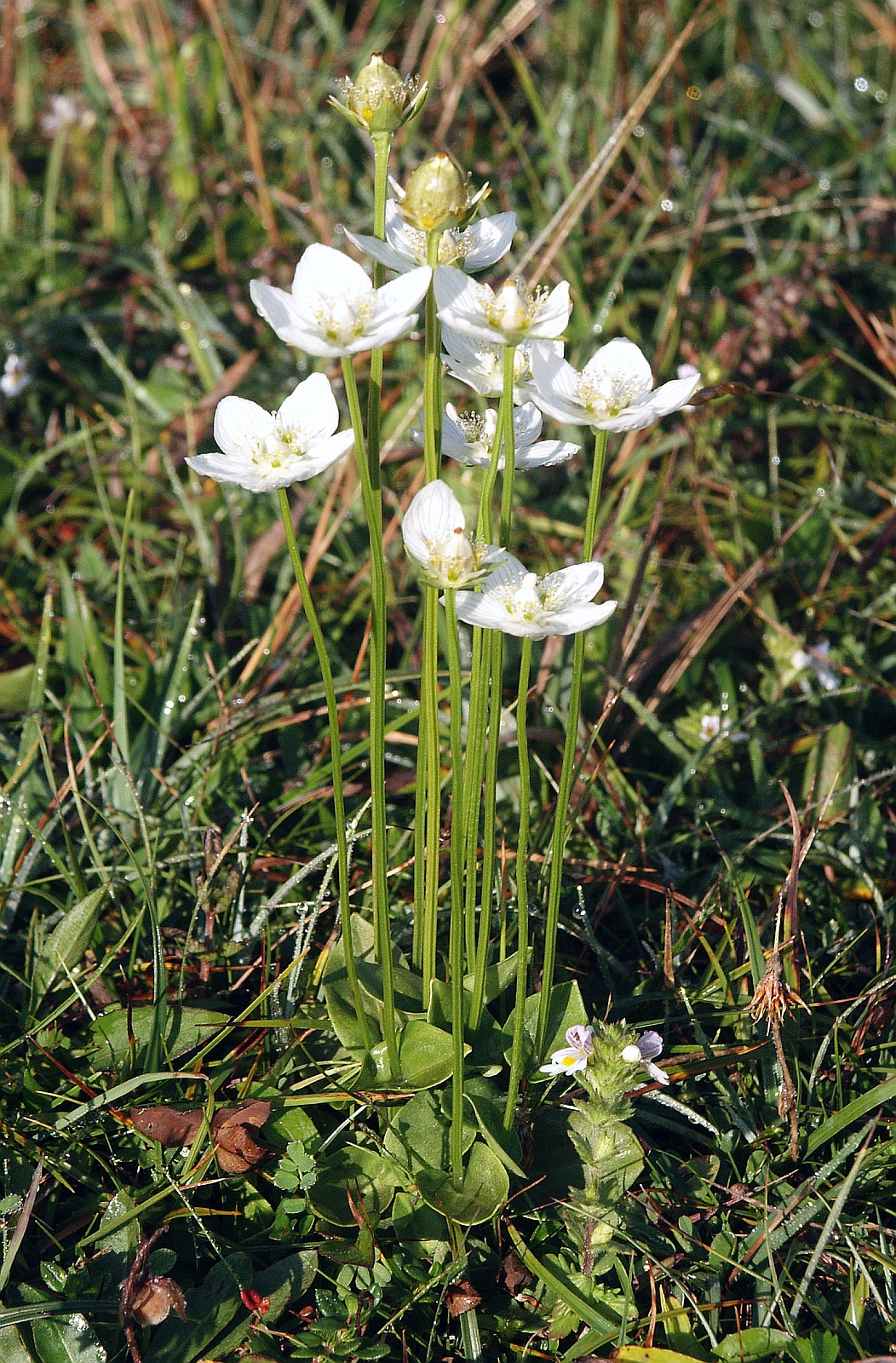
Pokrój

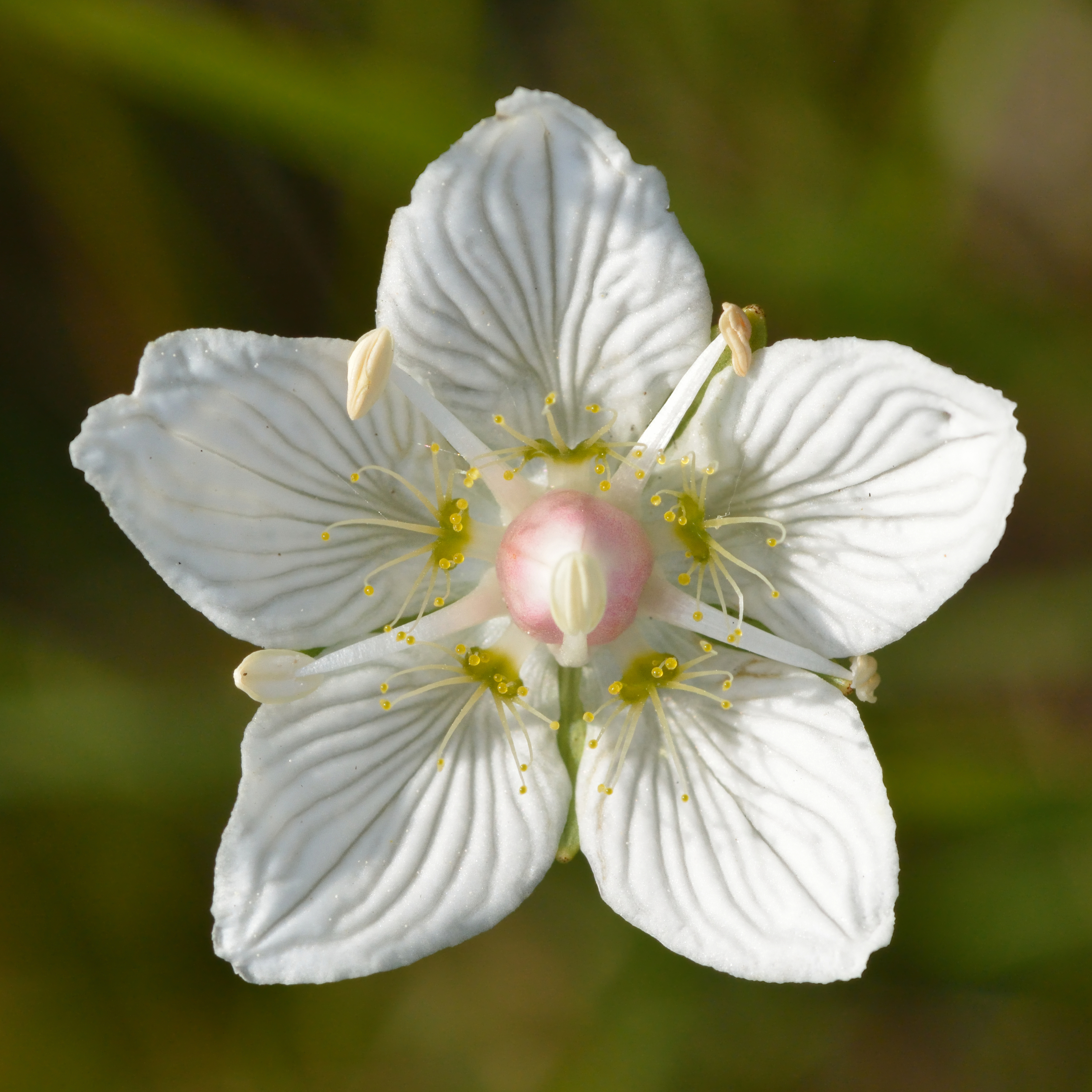
Kwiat

PokrójDługość 15–30 cm.
ŁodygaWzniesiona, prosta, kanciasta i naga. Ma wysokość 5–45 cm.
LiściePosiada tylko jeden liść łodygowy siedzący, który ma sercowaty kształt i swoją nasadą obejmuje łodygę. Wszystkie pozostałe liście tworzą przyziemną rozetę. Mają sercowojajowaty kształt i wyrastają na długich ogonkach.
KwiatyPojedyncze na szczycie łodygi. Kwiaty mają bardzo charakterystyczną budowę. Ich korona składa się z 5 białych płatków z dobrze widoczną, ciemniejszą nerwacją. Pojedynczy, 4-krotny słupek z beczułkowatą zalążnią i 4 siedzącymi znamieniami. 5 pręcików, a pomiędzy nimi 5 postrzępionych żółto-zielonych prątniczek, które spełniają funkcję miodników. 5 pręcików przed działkami kielicha dojrzewa po kolei, 5 pręcików przed płatkami korony spełniają rolę organów wabiących owady, w nasadowej części znajdują się miodniki, w szczytowej wydzielane są połyskujące kropelki wody, które odstraszają muchówki.
OwocJednokomorowa torebka, otwierająca się 4 klapami. Nasiona podługowate, spłaszczone i oskrzydlone.

## Biologia i ekologia
RozwójBylina, hemikryptofit. Przedprątne kwiaty kwitną od czerwca do sierpnia i są owadopylne. Nasiona roznoszone są przez wiatr.
SiedliskoPłytkie i mokre torfowiska, jałowe darnie, mokre łąki. Na dobrze nawilżonych glebach, gdzie przeważa wapń. W Polsce na niżach i w górach. W Tatrach występuje aż po piętro alpejskie, częściej spotykany jest na podłożu wapiennym, niż granitowym.
FitosocjologiaW klasyfikacji zbiorowisk roślinnych gatunek charakterystyczny dla O/All. Caricetalia davallianae.
GenetykaLiczba chromosomów 2n= 18, (36)

## Zagrożenia i ochrona
Gatunek umieszczony na polskiej czerwonej liście w kategorii VU (narażony).